# Шладт
Шладт (нем. Schladt) — община в Германии, в земле Рейнланд-Пфальц.
Входит в состав района Бернкастель-Витлих. Подчиняется управлению Мандершайд. Население составляет 114 человек (на 31 декабря 2010 года). Занимает площадь 4,96 км².

## История
История города началась в 1794 году в составе Франции. В 1814 году был передан Пруссии по итогам Венского конгресса. С 1947 года входит в состав земли Германии Рейнланд-Пфальц.